# 菱锌矿
菱锌矿（英語：Smithsonite）是碳酸锌（ZnCO3）的矿物形式。在历史上，人们意识到它们是两种不同的矿物之前，已将菱锌矿与异极矿相鉴别。这两种矿物在外观上非常相似，并且两者都使用了炉甘石一词，从而导致一些混淆。这种独特的矿物菱锌矿于1832年由François Sulpice Beudant命名，以纪念1802年首次发现该矿物的英国化学家和矿物学家詹姆斯·史密森（c.1765–1829）。
菱锌矿作为次生矿物出现在含锌矿床的风化或氧化带中。它有时作为替代体出现在碳酸盐岩中，因此可能构成锌矿石。它通常与异极矿、硅锌矿、水锌矿、白铅矿、孔雀石、蓝铜矿、绿铜锌矿和铅矾一起出现。它形成了两个有限的固溶体系列，其中锰的替代产生菱锰矿，而铁的替代则产生菱铁矿。

## 画廊

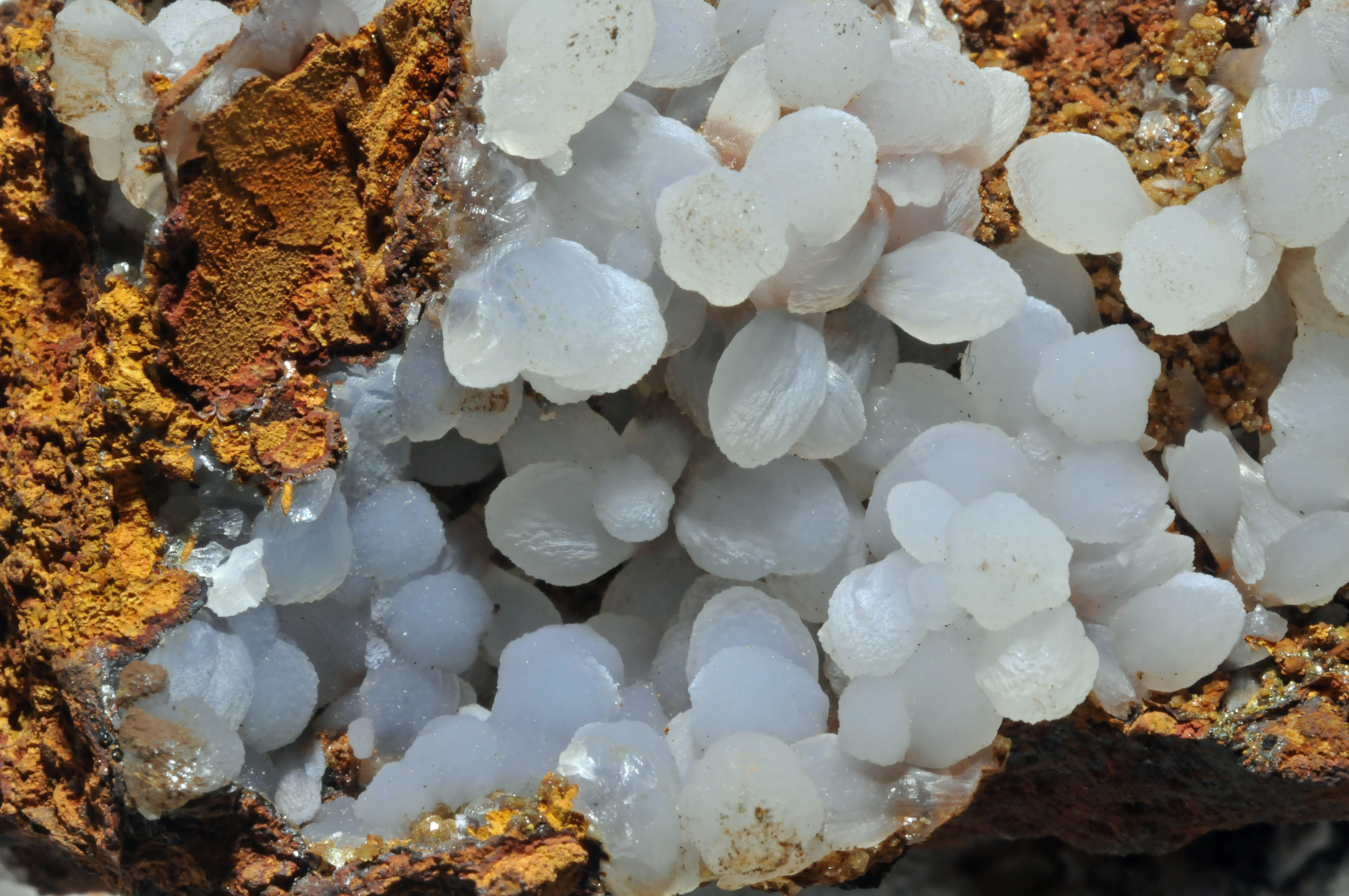
菱镁矿晶体。来自墨西哥杜兰戈Mun. de Mapimi马皮米Ojuela矿
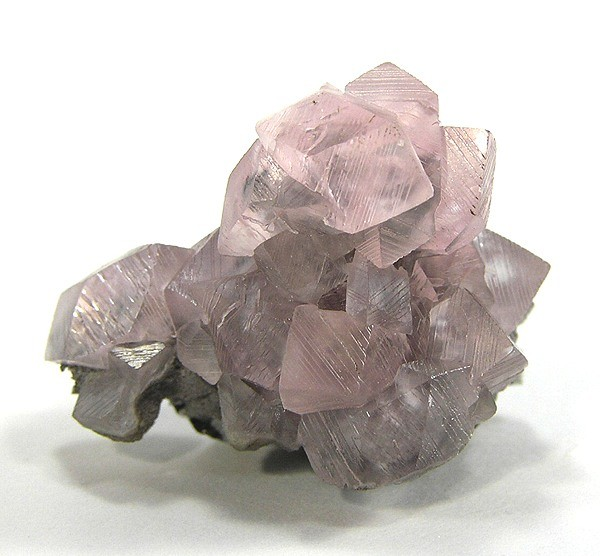
基质上的粉红色钴菱锌矿晶体
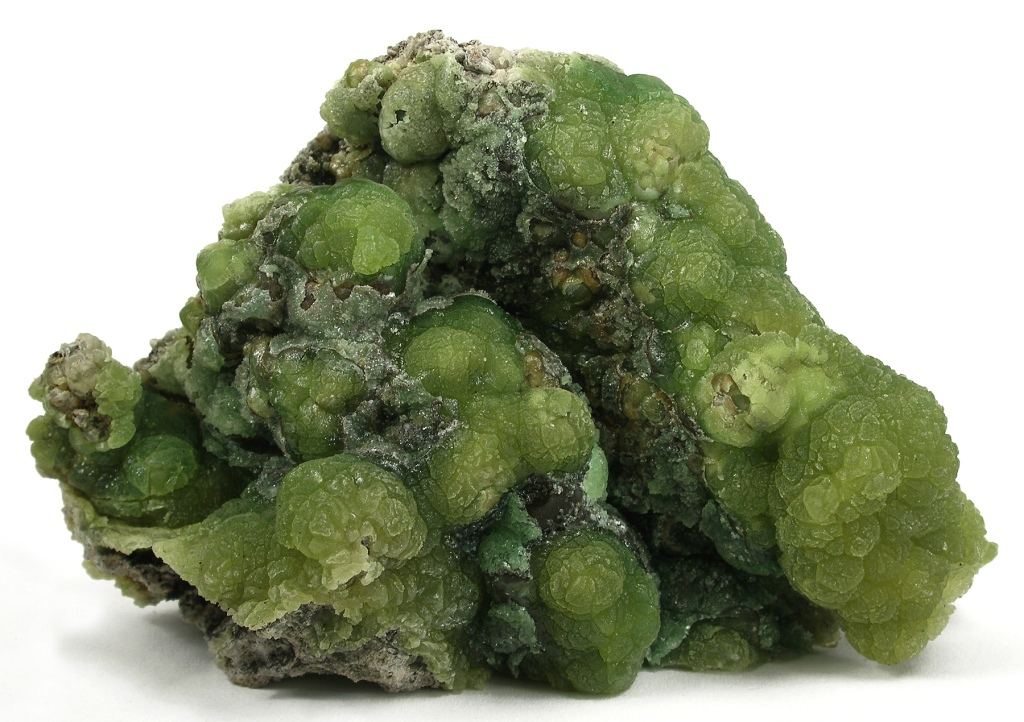
苹果绿色的菱锌矿晶体。第二代土状菱锌矿沉积在较大的生长区之间的裂缝中。
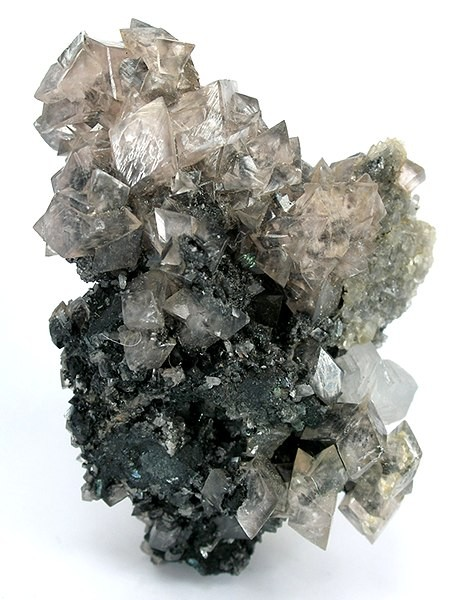
略带粉红色的钴菱锌矿晶体，Tsumeb，6.8 x 4.6 x 3.7 cm
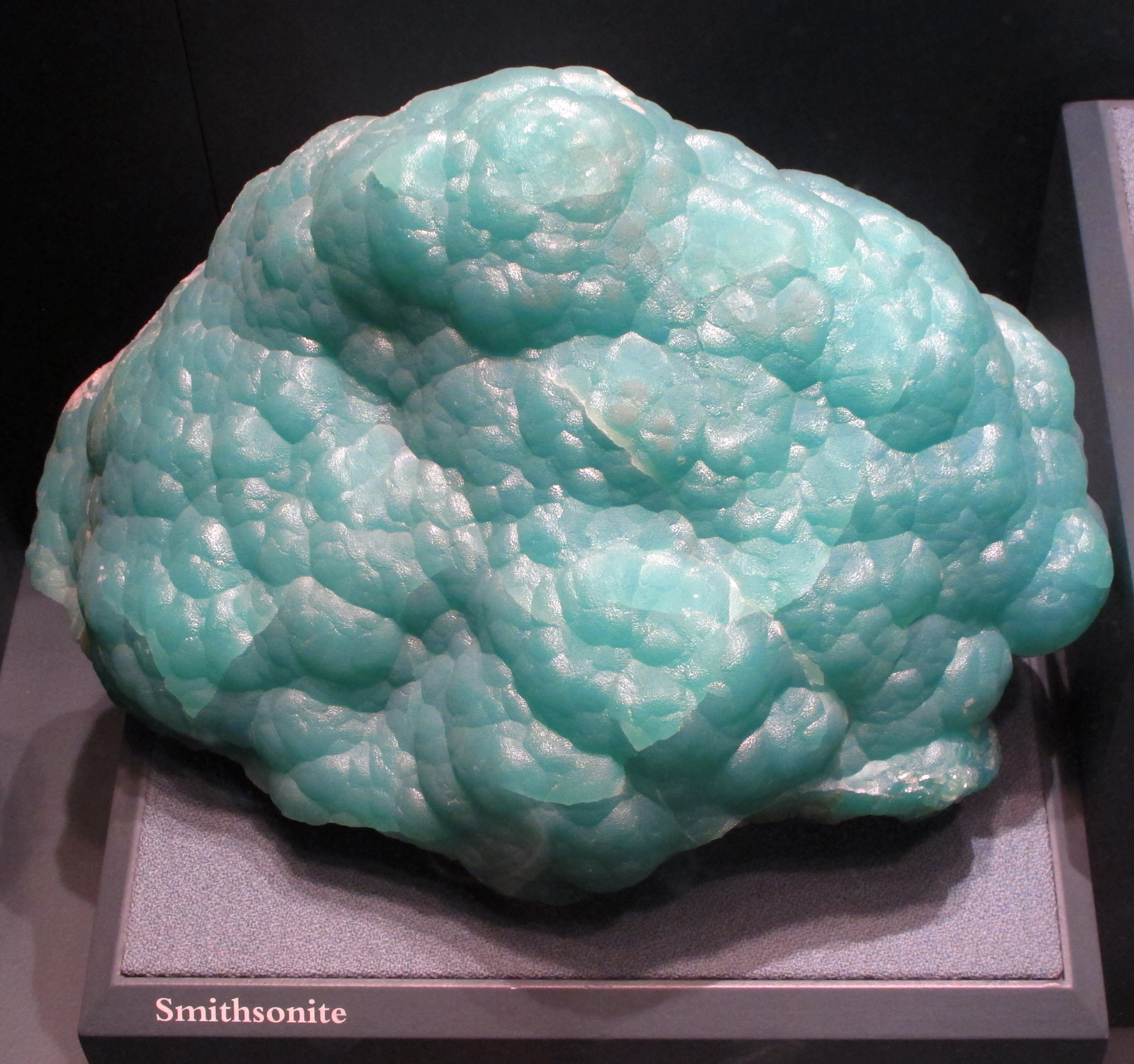
来自新墨西哥州凯利矿的蓝色菱锌矿